# Tropidodexia lutzi
Tropidodexia lutzi là một loài ruồi trong họ Tachinidae.